# Teddy Wilson
Pour les articles homonymes, voir Wilson.
Theodore Shaw "Teddy" Wilson, né le 24 novembre 1912 à Austin (Texas), mort le 31 juillet 1986 à New Britain (Connecticut), est un pianiste de jazz des États-Unis. Son style élégant et sophistiqué fut associé aux plus grands noms du jazz dans leurs enregistrements, notamment Louis Armstrong, Benny Goodman, Billie Holiday, Ella Fitzgerald et Lester Young.

## Récompenses
- National Endowment for the Arts - NEA Jazz Master : nomination et récompensé en qualité de Jazz Master en 1986[1] (N.B. : la plus prestigieuse récompense de la nation américaine en matière de jazz).

## Discographie
Enregistrements
Teddy Wilson (piano) recorded at Hank O'Neal studios, NYC 1974
- If You Were Mine (en) (1935)
- Someday Sweetheart (en) (avec Benny Goodman, 1935)
- Don't Blame Me (en) (1937)
- Time on my Hands (en) (avec Billie Holiday, 1940)
- Pres and Teddy (avec Lester Young, 1956)
- All of Me (avec Lester Young, 1956)
- I Want to Be Happy (en) (1957)